# Persone di nome Victoria
| Questa pagina contiene informazioni ricavate automaticamente dalle voci biografiche con l'ausilio del template Bio e di un bot. L'aggiornamento è periodico e automatico e ricostruisce completamente la pagina. Se manca una persona in questa lista, sei pregato di non aggiungerla, ma accertati piuttosto che la sua voce biografica contenga il template Bio e che i dati anagrafici siano correttamente compilati. Se il template Bio manca, inseriscilo tu stesso o, in alternativa, metti l'avviso {{tmp\|Bio}} che ne segnala la mancanza. Se i dati riportati sono sbagliati, correggi direttamente la voce biografica; le modifiche saranno visibili in questa lista entro pochi giorni. Per chiarimenti vedi il progetto antroponimi. La lista contiene solo le 144 persone che sono citate nell'enciclopedia e per le quali è stato implementato correttamente il template Bio. Pagina aggiornata al 6 giu 2025. |

Questa è una lista di persone presenti nell'enciclopedia che hanno il nome Victoria, suddivise per attività principale.

## Astiste(1)
- Tori Peña, ex astista statunitense (Los Alamitos, n. 1987)

## Astrofisiche(1)
- Victoria Kaspi, astrofisica canadese (Austin, n. 1967)

## Attiviste(2)
- Victoria Gray Adams, attivista statunitense (Hattiesburg, n. 1926 - Atlanta, † 2006)
- Victoria Woodhull, attivista statunitense (Homer, n. 1838 - Bredon, † 1927)

## Attrici(32)
- Victoria Abril, attrice e cantante spagnola (Malaga, n. 1959)
- Dawn Addams, attrice britannica (Felixstowe, n. 1930 - Londra, † 1985)
- Victoria Burgoyne, attrice britannica (n. 1953)
- Victoria Cartagena, attrice statunitense (Pennsylvania, n. 1985)
- Victoria Catlin, attrice statunitense (Moline, n. 1952 - Moline, † 2024)
- Victoria Chaplin, attrice statunitense (Santa Monica, n. 1951)
- Victoria Clark, attrice, soprano e regista teatrale statunitense (Dallas, n. 1959)
- Samantha Eggar, attrice britannica (Londra, n. 1939)
- Victoria Forde, attrice statunitense (New York, n. 1896 - Beverly Hills, † 1964)
- Victoria Hamilton, attrice britannica (Wimbledon, n. 1971)
- Victoria Hamilton-Barritt, attrice e cantante inglese (Londra, n. 1981)
- Victoria Horne, attrice statunitense (New York, n. 1911 - Beverly Hills, † 2003)
- Victoria Jackson, attrice e comica statunitense (Miami, n. 1959)
- Victoria Justice, attrice e cantante statunitense (Hollywood, n. 1993)
- Victoria Konefal, attrice statunitense (Brooklyn, n. 1996)
- Victoria Larchenko, attrice ucraina (Odessa, n. 1985)
- Vicky Luengo, attrice spagnola (Palma di Maiorca, n. 1990)
- Victoria Mallory, attrice e cantante statunitense (n. 1948 - † 2014)
- Victoria Maurette, attrice, modella e cantautrice argentina (Buenos Aires, n. 1982)
- Victoria Camps Medina, attrice e modella spagnola (Barcellona, n. 1990)
- Victoria Moroles, attrice statunitense (Corpus Christi, n. 1996)
- Victoria Pedretti, attrice statunitense (Filadelfia, n. 1995)
- Victoria Pratt, attrice canadese (Chesley, n. 1970)
- Victoria Principal, attrice, scrittrice e produttrice cinematografica statunitense (Fukuoka, n. 1950)
- Victoria Risk, attrice statunitense (Contea di Cedar, n. 1915 - Contea di Orange, † 1992)
- Victoria Rowell, attrice e ex modella statunitense (Portland, n. 1959)
- Victoria Ruffo, attrice messicana (Città del Messico, n. 1962)
- Victoria Shaw, attrice australiana (Sydney, n. 1935 - Sydney, † 1988)
- Victoria Smurfit, attrice irlandese (Dublino, n. 1974)
- Vic Carmen Sonne, attrice danese (Copenaghen, n. 1994)
- Victoria Tennant, attrice britannica (Londra, n. 1950)
- Victoria Zinny, attrice argentina (Buenos Aires, n. 1943)

## Attrici pornografiche(6)
- Kianna Dior, attrice pornografica canadese (Vancouver, n. 1969)
- Victoria Givens, ex attrice pornografica e regista statunitense (Morgantown, n. 1970)
- Jynx Maze, attrice pornografica statunitense (Long Beach, n. 1990)
- Victoria Paris, attrice pornografica statunitense (Great Falls, n. 1960 - Rexburg, † 2021)
- Victoria Voxxx, attrice pornografica statunitense (Kansas City, n. 1994)
- Victoria Zdrok, attrice pornografica e modella ucraina (Kiev, n. 1973)

## Avvocate(2)
- Victoria Starmer, avvocato britannica (Londra, n. 1973)
- Victoria Kent, avvocata e politica spagnola (Malaga, n. 1898 - New York, † 1987)

## Bassiste(1)
- Victoria De Angelis, bassista e disc jockey italiana (Roma, n. 2000)

## Calciatrici(4)
- Victoria Della Peruta, calciatrice statunitense (Cumming, n. 2004)
- Vicky López, calciatrice spagnola (Madrid, n. 2006)
- Victoria Pelova, calciatrice olandese (Delft, n. 1999)
- Victoria Sandell Svensson, ex calciatrice svedese (Rånnaväg, n. 1977)

## Canottiere(1)
- Victoria Thornley, canottiera britannica (St Asaph, n. 1987)

## Cantanti(4)
- Vicky-T, cantante e tastierista statunitense (n. 1986)
- Victoria Duffield, cantante e attrice canadese (Abbotsford, n. 1995)
- Marlene, cantante e attrice brasiliana (San Paolo, n. 1922 - Rio de Janeiro, † 2014)
- Victoria Swarovski, cantante pop e conduttrice televisiva austriaca (Innsbruck, n. 1993)

## Cantautrici(7)
- Victoria Bergsman, cantautrice e musicista svedese (n. 1977)
- Little Boots, cantautrice britannica (Thornton, n. 1984)
- Tori Kelly, cantautrice e attrice statunitense (Wildomar, n. 1992)
- Pixie Lott, cantautrice, attrice e ballerina britannica (Londra, n. 1991)
- Victoria Monét, cantautrice statunitense (Atlanta, n. 1989)
- Naïka, cantautrice francese (Miami, n. 1998)
- PinkPantheress, cantautrice e produttrice discografica britannica (Bath, n. 2001)

## Cestiste(11)
- Vicki Baugh, ex cestista statunitense (Sacramento, n. 1989)
- Vicky Bullett, ex cestista statunitense (Martinsburg, n. 1967)
- Victoria Dunlap, ex cestista statunitense (Nashville, n. 1989)
- Vicki Hall, ex cestista e allenatrice di pallacanestro statunitense (Indianapolis, n. 1969)
- Tori Jankoska, ex cestista statunitense (Saginaw, n. 1994)
- Victoria Llorente, cestista argentina (Buenos Aires, n. 1996)
- Victoria Macaulay, cestista statunitense (Staten Island, n. 1990)
- Victoria Majekodunmi, cestista francese (Noisy-le-Grand, n. 1996)
- Vicky McIntyre, ex cestista statunitense (Omaha, n. 1992)
- Vickie Orr, ex cestista statunitense (Hartselle, n. 1967)
- Victoria Vivians, ex cestista statunitense (Jackson, n. 1994)

## Comiche(1)
- Victoria Wood, comica, attrice e cantante britannica (Prestwich, n. 1953 - Londra, † 2016)

## Compositrici(1)
- Victoria Santa Cruz, compositrice, coreografa e designer peruviana (Distretto di La Victoria, n. 1922 - Lima, † 2014)

## Conduttrici televisive(2)
- Vicki Butler-Henderson, conduttrice televisiva e giornalista britannica (Hertfordshire, n. 1972)
- Victoria Cabello, conduttrice televisiva italiana (Londra, n. 1975)

## Diplomatiche(1)
- Victoria Nuland, diplomatica statunitense (New York, n. 1961)

## Disc jockey(1)
- Vika Jigulina, disc jockey e cantante moldava (Cahul, n. 1986)

## Educatrici(1)
- Victoria Gucovsky, educatrice, scrittrice e giornalista argentina (Genova, n. 1890 - Buenos Aires, † 1969)

## Fondiste(1)
- Victoria Carl, fondista tedesca (n. 1995)

## Giavellottiste(1)
- Victoria Hudson, giavellottista austriaca (n. 1996)

## Ginnaste(1)
- Victoria Moors, ex ginnasta canadese (Surrey, n. 1996)

## Giocatrici di curling(1)
- Vicky Wright, giocatrice di curling scozzese (Dumfries, n. 1993)

## Giocatrici di softball(1)
- Victoria Galindo, giocatrice di softball statunitense (Union City, n. 1983)

## Giornaliste(1)
- Victoria Coren, giornalista, conduttrice televisiva e scrittrice britannica (North London, n. 1973)

## Illustratrici(2)
- Victoria Francés, illustratrice spagnola (Valencia, n. 1982)
- Victoria Vladimirovna Kovalčuk, illustratrice ucraina (Kovel', n. 1954 - Leopoli, † 2021)

## Imprenditrici(2)
- Victoria Beckham, imprenditrice e stilista britannica (Harlow, n. 1974)
- Victoria Jackson, imprenditrice, filantropa e scrittrice statunitense (New York, n. 1955)

## Mezzosoprani(1)
- Victoria Vergara, mezzosoprano cileno (n. 1941)

## Nobildonne(1)
- Victoria Manners, nobildonna e scrittrice inglese (n. 1883 - † 1946)

## Nobili(1)
- Mary Cambridge, nobile inglese (Londra, n. 1897 - Badminton House, † 1987)

## Nuotatrici(1)
- Torri Huske, nuotatrice statunitense (Arlington, n. 2002)

## Pallanuotiste(1)
- Victoria Brown, pallanuotista australiana (Melbourne, n. 1985)

## Pallavoliste(3)
- Victoria Dilfer, pallavolista statunitense (San Jose, n. 1999)
- Victoria Mayer, pallavolista argentina (Santa Fe, n. 2001)
- Victoria Ravva, ex pallavolista georgiana (Tbilisi, n. 1975)

## Pistard(1)
- Victoria Pendleton, ex pistard britannica (Stotfold, n. 1980)

## Poetesse(1)
- Vita Sackville-West, poetessa, scrittrice e botanica inglese (Sevenoaks, n. 1892 - Sissinghurst, † 1962)

## Politiche(6)
- Victoria Atkins, politica e avvocata britannica (Londra, n. 1976)
- Victoria Donda, politica e attivista argentina (Buenos Aires, n. 1977)
- Vicky Ford, politica britannica (Omagh, n. 1967)
- Victoria Prentis, politica britannica (Banbury, n. 1971)
- Victoria Spartz, politica ucraina (Nosivka, n. 1978)
- Victoria Villarruel, politica e avvocata argentina (Buenos Aires, n. 1975)

## Produttrici cinematografiche(1)
- Victoria Alonso, produttrice cinematografica argentina (La Plata, n. 1965)

## Psicologhe(1)
- Torey Hayden, psicologa statunitense (Livingston, n. 1951)

## Registe(2)
- Vicky Jenson, regista statunitense (Los Angeles, n. 1960)
- Victoria Mudd, regista statunitense (Los Angeles, n. 1946)

## Rugbiste a 15(1)
- Victoria Heighway, ex rugbista a 15 e dirigente d'azienda neozelandese (Auckland, n. 1980)

## Sceneggiatrici(1)
- Victoria Bedos, sceneggiatrice, attrice e scrittrice francese (Neuilly-sur-Seine, n. 1984)

## Sciatrici alpine(5)
- Victoria Michalik, ex sciatrice alpina canadese (n. 1993)
- Victoria Olivier, sciatrice alpina austriaca (n. 2004)
- Victoria Palla, sciatrice alpina britannica (n. 2001)
- Victoria Stevens, ex sciatrice alpina canadese (n. 1990)
- Victoria Whitney, ex sciatrice alpina canadese (n. 1990)

## Scrittrici(11)
- Victoria Aveyard, scrittrice e sceneggiatrice statunitense (East Longmeadow, n. 1990)
- Victoria Benedictsson, scrittrice svedese (Domme, n. 1850 - Copenaghen, † 1888)
- Carolina Coronado, scrittrice e attivista spagnola (Almendralejo, n. 1820 - Lisbona, † 1911)
- Victoria Hislop, scrittrice britannica (Bromley, n. 1959)
- Victoria Kielland, scrittrice norvegese (Fredrikstad, n. 1985)
- Victoria Mas, scrittrice francese (Chesnay, n. 1987)
- Victoria Earle Matthews, scrittrice, attivista e giornalista statunitense (Fort Valley, n. 1861 - New York, † 1907)
- Victoria Osteen, scrittrice statunitense (Huntsville, n. 1961)
- Victoria Redel, scrittrice e poetessa statunitense (New York, n. 1959)
- V. E. Schwab, scrittrice statunitense (n. 1987)
- Victoria Stilwell, scrittrice inglese (Wimbledon, n. 1969)

## Soprani(1)
- Victoria de los Ángeles, soprano spagnolo (Barcellona, n. 1923 - Barcellona, † 2005)

## Sportive(1)
- Tori Murden, sportiva statunitense (Brooksville, n. 1963)

## Storiche(1)
- Victoria de Grazia, storica statunitense (Chicago, n. 1946)

## Storiche dell'arte(1)
- Victoria Noel-Johnson, storica dell'arte britannica (Londra, n. 1978)

## Tenniste(6)
- Victoria Duval, tennista statunitense (Bradenton, n. 1995)
- Victoria Jiménez Kasintseva, tennista andorrana (Andorra, n. 2005)
- Victoria Kan, tennista uzbeka (Tashkent, n. 1995)
- Victoria Mboko, tennista canadese (Charlotte, n. 2006)
- Victoria Rodríguez, tennista messicana (Durango, n. 1995)
- Victoria Rogers, ex tennista statunitense

## Triatlete(1)
- Vicky Holland, triatleta britannica (Gloucester, n. 1986)

## Tuffatrici(1)
- Vicki Draves, tuffatrice statunitense (San Francisco, n. 1924 - Palm Springs, † 2010)

## Velociste(2)
- Vicki Barr, velocista britannica (Gateshead, n. 1982)
- Victoria Ohuruogu, velocista britannica (Londra, n. 1993)

## Wrestler(2)
- Alicia Fox, wrestler e modella statunitense (Ponte Vedra Beach, n. 1986)
- Raquel Rodriguez, wrestler statunitense (La Feria, n. 1991)

## Senza attività specificata(1)
- Victoria Blackledge, allenatrice di rugby a 15 e ex rugbista a 15 neozelandese (Auckland, n. 1982)